# ريتشارد أ. وايتنغ
ريتشارد أ. وايتنغ (بالإنجليزية: Richard A. Whiting)‏ هو كاتب أغاني وملحن أمريكي، ولد في 12 نوفمبر 1891 في بيوريا في الولايات المتحدة، وتوفي في 10 فبراير 1938 في بيفرلي هيلز في الولايات المتحدة.

## وصلات خارجية
- ريتشارد أ. وايتنغ على موقع IMDb (الإنجليزية)
- ريتشارد أ. وايتنغ على موقع ميوزك برينز (الإنجليزية)
- ريتشارد أ. وايتنغ على موقع قاعدة بيانات برودواي على الإنترنت (الإنجليزية)
- ريتشارد أ. وايتنغ على موقع قاعدة بيانات برودواي على الإنترنت (الإنجليزية)
- ريتشارد أ. وايتنغ على موقع قاعدة بيانات برودواي على الإنترنت (الإنجليزية)
- ريتشارد أ. وايتنغ على موقع إن إن دي بي (الإنجليزية)
- ريتشارد أ. وايتنغ على موقع أول ميوزيك (الإنجليزية)
- ريتشارد أ. وايتنغ على موقع ديسكوغز (الإنجليزية)